# Tam-tam
El tam-tam es un instrumento de percusión idiófono similar al gong, pero con sonido indeterminado.

## Descripción
Mientras que el gong esta fundido con placas de bronce finas y opacas, luego martilladas, para obtener una superficie irregular y los bordes doblados hacia adentro, el tam-tam tiene una superficie lisa sin doblar hacia adentro en los bordes con dimensiones que varían de 60 a 120 cm.
Al igual que el gong, se utiliza suspendido verticalmente de un marco y golpeado por una maza.
Este instrumento de percusión de origen asiático fue apreciado por los compositores occidentales por el efecto dramático que producía su sonido profundo y metálico.
François-Joseph Gossec lo utilizó por primera vez en Europa en 1791 en la Musique funebre à la mémoire de Mirabeau. Después se utilizó, por ejemplo, en el Requiem de Luigi Cherubini, en Romeo et Juliette de Daniel Steibelt en 1793, en La vestale de Gaspare Spontini en 1807 y en la Sinfonía n.º 3 en re menor de Gustav Mahler. Otro ejemplo digno de mención se encuentra en Madama Butterfly de Giacomo Puccini.